# ممنوع (فیلم ۱۹۱۹)
ممنوع (انگلیسی: Forbidden) یک فیلم به کارگردانی لوئیس وبر و فیلیپس اسمالی است که در سال ۱۹۱۹ منتشر شد.